# Manchester United F.C. spillere (25-99 kampe)
Manchester United F.C. spillere (25-99 kampe) er en liste over spillere, som har spillet mellem 25 og 99 kampe på Manchester Uniteds førstehold. 
Pr. 19. maj 2013 var der 222 spillere, som havde spillet mellem 25 og 99 kampe. 

## Liste over spillere
| MÅ | Målmand         | HB | Højre back   | HM | Højre midtbanespiller   | HF | Højre fløj   |
| CB | Central back    | VB | Venstre back | VM | Venstre midtbanespiller | VF | Venstre fløj |
| FO | Forsvarsspiller | FB | Fuld back    | MI | Midtbanespiller         | FL | Fløj         |
| AN | Angriber        | HA | Halv back    | CM | Central midtbanespiller |    |              |

| Navn                 | Nationalitet | Position | Manchester United karriere | Start      | Indskiftninger | Total      | Mål | Ref(s)          |
| Navn                 | Nationalitet | Position | Manchester United karriere | Optrædener | Optrædener     | Optrædener | Mål | Ref(s)          |
| -------------------- | ------------ | -------- | -------------------------- | ---------- | -------------- | ---------- | --- | --------------- |
| William Stewart      | Skotland     | HB       | 1890–1895                  | 87         | 0              | 87         | 5   | [ 1 ] [ 2 ]     |
| Jimmy Coupar         | Skotland     | FW       | 1892–1893 1901–1902        | 34         | 0              | 34         | 10  | [ 3 ] [ 4 ]     |
| John Clements        | England      | FB       | 1892–1894                  | 42         | 0              | 42         | 0   | [ 5 ] [ 6 ]     |
| Tommy Fitzsimmons    | Skotland     | FW       | 1892–1894                  | 30         | 0              | 30         | 6   | [ 7 ] [ 8 ]     |
| Billy Hood           | ukendt       | FW       | 1892–1894                  | 38         | 0              | 38         | 6   | [ 9 ] [ 10 ]    |
| Andrew Mitchell      | Skotland     | FB       | 1892–1894                  | 61         | 0              | 61         | 0   | [ 11 ] [ 12 ]   |
| Alf Farman           | England      | FW       | 1892–1895                  | 61         | 0              | 61         | 28  | [ 13 ] [ 14 ]   |
| George Perrins       | England      | HB       | 1892–1896                  | 98         | 0              | 98         | 0   | [ 15 ] [ 16 ]   |
| Will Davidson        | ukendt       | HB       | 1893–1894                  | 44         | 0              | 44         | 2   | [ 17 ] [ 18 ]   |
| Joe Fall             | England      | GK       | 1893–1894                  | 27         | 0              | 27         | 0   | [ 19 ] [ 20 ]   |
| Jack Peden           | Irland (ø)   | FW       | 1893–1894                  | 32         | 0              | 32         | 8   | [ 21 ] [ 22 ]   |
| John Clarkin         | Skotland     | FW       | 1893–1896                  | 74         | 0              | 74         | 23  | [ 23 ] [ 24 ]   |
| William Douglas      | Skotland     | GK       | 1893–1896                  | 57         | 0              | 57         | 0   | [ 25 ] [ 26 ]   |
| John Dow             | Skotland     | FB       | 1893–1896                  | 50         | 0              | 50         | 6   | [ 27 ] [ 28 ]   |
| Jack Peters          | England      | FW       | 1894–1896                  | 51         | 0              | 51         | 14  | [ 29 ] [ 30 ]   |
| William Kennedy      | Skotland     | FW       | 1895–1897                  | 33         | 0              | 33         | 12  | [ 31 ] [ 32 ]   |
| David Fitzsimmons    | Skotland     | HB       | 1895–1900                  | 31         | 0              | 31         | 0   | [ 33 ] [ 34 ]   |
| Jimmy Collinson      | England      | U        | 1895–1901                  | 71         | 0              | 71         | 17  | [ 35 ] [ 36 ]   |
| Caesar Jenkyns       | Wales        | DF       | 1896–1898                  | 47         | 0              | 47         | 6   | [ 37 ] [ 38 ]   |
| Henry Boyd           | Skotland     | FW       | 1896–1899                  | 62         | 0              | 62         | 35  | [ 39 ] [ 40 ]   |
| Billy Draycott       | England      | HB       | 1896–1899                  | 95         | 0              | 95         | 6   | [ 41 ] [ 42 ]   |
| Matthew Gillespie    | Skotland     | FW       | 1896–1900                  | 89         | 0              | 89         | 21  | [ 43 ] [ 44 ]   |
| William Jackson      | Wales        | FW       | 1899–1901                  | 64         | 0              | 64         | 14  | [ 45 ] [ 46 ]   |
| Tom Leigh            | England      | FW       | 1899–1901                  | 46         | 0              | 46         | 15  | [ 47 ] [ 48 ]   |
| James Fisher         | Skotland     | FW       | 1900–1902                  | 46         | 0              | 46         | 3   | [ 49 ] [ 50 ]   |
| Harry Lappin         | England      | FW       | 1900–1903                  | 27         | 0              | 27         | 4   | [ 51 ] [ 52 ]   |
| Jimmy Whitehouse     | England      | GK       | 1900–1903                  | 64         | 0              | 64         | 0   | [ 53 ] [ 54 ]   |
| Jack Banks           | England      | FB       | 1901–1903                  | 44         | 0              | 44         | 1   | [ 55 ] [ 56 ]   |
| Stephen Preston      | England      | FW       | 1901–1903                  | 34         | 0              | 34         | 14  | [ 57 ] [ 58 ]   |
| Herbert Birchenough  | England      | GK       | 1902–1903                  | 30         | 0              | 30         | 0   | [ 59 ] [ 60 ]   |
| Herbert Rothwell     | England      | FB       | 1902–1903                  | 28         | 0              | 28         | 0   | [ 61 ] [ 62 ]   |
| Tommy Morrison       | Irland (ø)   | FW       | 1902–1904                  | 36         | 0              | 36         | 8   | [ 63 ] [ 64 ]   |
| Dick Pegg            | England      | FW       | 1902–1904                  | 51         | 0              | 51         | 20  | [ 65 ] [ 66 ]   |
| Bert Read            | England      | FB       | 1902–1904                  | 42         | 0              | 42         | 0   | [ 67 ] [ 68 ]   |
| Tommy Arkesden       | England      | FW       | 1902–1906                  | 79         | 0              | 33         | 0   | [ 69 ] [ 70 ]   |
| John Sutcliffe       | England      | GK       | 1903–1904                  | 28         | 0              | 28         | 0   | [ 71 ] [ 72 ]   |
| Billy Grassam        | Skotland     | FW       | 1903–1905                  | 37         | 0              | 37         | 14  | [ 73 ] [ 74 ]   |
| Sandy Robertson      | Skotland     | FW       | 1903–1905                  | 34         | 0              | 34         | 10  | [ 75 ] [ 76 ]   |
| Alexander Robertson  | Skotland     | HB       | 1903–1906                  | 35         | 0              | 35         | 1   | [ 77 ] [ 78 ]   |
| Tommy Blackstock     | Skotland     | FB       | 1903–1907                  | 38         | 0              | 38         | 0   | [ 79 ] [ 80 ]   |
| Jack Allan           | England      | FW       | 1904–1906                  | 36         | 0              | 36         | 22  | [ 81 ] [ 82 ]   |
| Henry Williams       | England      | FW       | 1904–1906                  | 36         | 0              | 36         | 8   | [ 83 ] [ 84 ]   |
| Clem Beddow          | England      | FW       | 1904–1907                  | 34         | 0              | 34         | 15  | [ 85 ] [ 86 ]   |
| Dick Wombwell        | England      | FW       | 1904–1907                  | 51         | 0              | 51         | 3   | [ 87 ] [ 88 ]   |
| Charlie Sagar        | England      | FW       | 1905–1907                  | 33         | 0              | 33         | 24  | [ 89 ] [ 90 ]   |
| Alex Menzies         | Skotland     | FW       | 1906–1908                  | 25         | 0              | 25         | 4   | [ 91 ] [ 92 ]   |
| Jimmy Bannister      | England      | FW       | 1906–1910                  | 63         | 0              | 63         | 8   | [ 93 ] [ 94 ]   |
| Herbert Burgess      | England      | FB       | 1906–1910                  | 54         | 0              | 54         | 0   | [ 95 ] [ 96 ]   |
| Jimmy Turnbull       | Skotland     | FW       | 1907–1910                  | 78         | 0              | 78         | 45  | [ 97 ] [ 98 ]   |
| Tony Donnelly        | England      | FB       | 1908–1913                  | 37         | 0              | 37         | 0   | [ 99 ] [ 100 ]  |
| Oscar Linkson        | England      | FB       | 1908–1913                  | 59         | 0              | 59         | 0   | [ 101 ] [ 102 ] |
| George Livingstone   | Skotland     | U        | 1908–1914                  | 46         | 0              | 46         | 14  | [ 103 ] [ 104 ] |
| Tom Homer            | England      | FW       | 1909–1912                  | 25         | 0              | 25         | 14  | [ 105 ] [ 106 ] |
| Hugh Edmonds         | Skotland     | GK       | 1910–1912                  | 51         | 0              | 51         | 0   | [ 107 ] [ 108 ] |
| Jackie Sheldon       | England      | FW       | 1910–1913                  | 26         | 0              | 26         | 0   | [ 109 ] [ 110 ] |
| James Hodge          | Skotland     | U        | 1910–1920                  | 86         | 0              | 86         | 2   | [ 111 ] [ 112 ] |
| Mickey Hamill        | Irland (ø)   | MF       | 1911–1914                  | 60         | 0              | 60         | 2   | [ 113 ] [ 114 ] |
| George Anderson      | England      | FW       | 1911–1915                  | 86         | 0              | 86         | 39  | [ 115 ] [ 116 ] |
| Frank Knowles        | England      | FB       | 1911–1915                  | 47         | 0              | 47         | 1   | [ 117 ] [ 118 ] |
| Joe Haywood          | England      | MF       | 1913–1915                  | 26         | 0              | 26         | 0   | [ 119 ] [ 120 ] |
| John Hodge           | Skotland     | DF       | 1913–1915                  | 30         | 0              | 30         | 0   | [ 121 ] [ 122 ] |
| Joe Norton           | England      | FW       | 1913–1915                  | 37         | 0              | 37         | 3   | [ 123 ] [ 124 ] |
| Arthur Potts         | England      | FW       | 1913–1920                  | 29         | 0              | 29         | 5   | [ 125 ] [ 126 ] |
| Wilf Woodcock        | England      | FW       | 1913–1920                  | 61         | 0              | 61         | 21  | [ 127 ] [ 128 ] |
| Pat O'Connell        | Irland       | DF       | 1914–1915                  | 35         | 0              | 35         | 2   | [ 129 ] [ 130 ] |
| James Montgomery     | England      | HB       | 1914–1921                  | 27         | 0              | 27         | 1   | [ 131 ] [ 132 ] |
| George Sapsford      | England      | FW       | 1919–1922                  | 53         | 0              | 53         | 17  | [ 133 ] [ 134 ] |
| Fred Hopkin          | England      | FW       | 1919–1921                  | 74         | 0              | 74         | 8   | [ 135 ] [ 136 ] |
| Tommy Meehan         | England      | HB       | 1919–1921                  | 53         | 0              | 53         | 6   | [ 137 ] [ 138 ] |
| Cyril Barlow         | England      | FB       | 1919–1922                  | 30         | 0              | 30         | 0   | [ 139 ] [ 140 ] |
| George Bissett       | Skotland     | FW       | 1919–1922                  | 42         | 0              | 42         | 10  | [ 141 ] [ 142 ] |
| Tommy Forster        | England      | MF       | 1919–1922                  | 36         | 0              | 36         | 0   | [ 143 ] [ 144 ] |
| Frank Harris         | England      | HB       | 1919–1922                  | 49         | 0              | 49         | 2   | [ 145 ] [ 146 ] |
| Tom Miller           | Skotland     | FW       | 1920–1921                  | 27         | 0              | 27         | 8   | [ 147 ] [ 148 ] |
| Billy Harrison       | England      | FW       | 1920–1922                  | 46         | 0              | 46         | 5   | [ 149 ] [ 150 ] |
| Joe Myerscough       | England      | FW       | 1920–1923                  | 34         | 0              | 34         | 8   | [ 151 ] [ 152 ] |
| Charlie Radford      | England      | FB       | 1920–1924                  | 96         | 0              | 96         | 1   | [ 153 ] [ 154 ] |
| Neil McBain          | Skotland     | HB       | 1921–1923                  | 43         | 0              | 43         | 2   | [ 155 ] [ 156 ] |
| William Henderson    | Skotland     | FW       | 1921–1925                  | 36         | 0              | 36         | 17  | [ 157 ] [ 158 ] |
| George Haslam        | England      | DF       | 1921–1928                  | 27         | 0              | 27         | 0   | [ 159 ] [ 160 ] |
| Ernie Goldthorpe     | England      | FW       | 1922–1925                  | 30         | 0              | 30         | 16  | [ 161 ] [ 162 ] |
| Tom Smith            | England      | FW       | 1923–1927                  | 90         | 0              | 90         | 16  | [ 163 ] [ 164 ] |
| Charlie Rennox       | Skotland     | FW       | 1924–1927                  | 68         | 0              | 68         | 25  | [ 165 ] [ 166 ] |
| Lance Richardson     | England      | GK       | 1924–1929                  | 42         | 0              | 42         | 0   | [ 167 ] [ 168 ] |
| Chris Taylor         | England      | FW       | 1924–1930                  | 30         | 0              | 30         | 7   | [ 169 ] [ 170 ] |
| Eric Sweeney         | England      | FW       | 1925–1930                  | 32         | 0              | 32         | 7   | [ 171 ] [ 172 ] |
| Billy Chapman        | England      | FW       | 1926–1928                  | 26         | 0              | 26         | 0   | [ 173 ] [ 174 ] |
| Rees Williams        | Wales        | FW       | 1927–1929                  | 35         | 0              | 35         | 2   | [ 175 ] [ 176 ] |
| Billy Johnston       | Skotland     | FW       | 1927–1929 1930–1931        | 77         | 0              | 77         | 27  | [ 177 ] [ 178 ] |
| Bill Rawlings        | England      | FW       | 1927–1930                  | 36         | 0              | 36         | 19  | [ 179 ] [ 180 ] |
| Charlie Spencer      | England      | DF       | 1928–1930                  | 48         | 0              | 48         | 0   | [ 181 ] [ 182 ] |
| Billy Dale           | England      | FB       | 1928–1932                  | 68         | 0              | 68         | 0   | [ 183 ] [ 184 ] |
| Jack Ball            | England      | FW       | 1929–1934 1934–1935        | 50         | 0              | 50         | 18  | [ 185 ] [ 186 ] |
| Arthur Warburton     | England      | FW       | 1929–1934                  | 39         | 0              | 39         | 10  | [ 187 ] [ 188 ] |
| Stan Gallimore       | England      | FW       | 1930–1934                  | 76         | 0              | 76         | 20  | [ 189 ] [ 190 ] |
| Sam Hopkinson        | England      | FW       | 1930–1934                  | 53         | 0              | 53         | 12  | [ 191 ] [ 192 ] |
| John Moody           | England      | GK       | 1931–1933                  | 51         | 0              | 51         | 0   | [ 193 ] [ 194 ] |
| Willie McDonald      | Skotland     | FW       | 1931–1934                  | 27         | 0              | 27         | 4   | [ 195 ] [ 196 ] |
| Bill Ridding         | England      | FW       | 1931–1934                  | 44         | 0              | 44         | 14  | [ 197 ] [ 198 ] |
| Ernie Vincent        | England      | HB       | 1931–1934                  | 65         | 0              | 65         | 1   | [ 199 ] [ 200 ] |
| Jim Brown            | USA          | FW       | 1932–1934                  | 41         | 0              | 41         | 17  | [ 201 ] [ 202 ] |
| Tommy Frame          | Skotland     | HB       | 1932–1936                  | 52         | 0              | 52         | 4   | [ 203 ] [ 204 ] |
| Stewart Chalmers     | Skotland     | FW       | 1932–1934                  | 35         | 0              | 35         | 1   | [ 205 ] [ 206 ] |
| Neil Dewar           | Skotland     | FW       | 1932–1934                  | 36         | 0              | 36         | 14  | [ 207 ] [ 208 ] |
| William Stewart      | Skotland     | FW       | 1932–1934                  | 49         | 0              | 49         | 7   | [ 2 ] [ 209 ]   |
| Ernie Hine           | England      | FW       | 1932–1935                  | 53         | 0              | 53         | 12  | [ 210 ] [ 211 ] |
| Jack Hacking         | England      | GK       | 1933–1935                  | 34         | 0              | 34         | 0   | [ 212 ] [ 213 ] |
| Walter McMillen      | Nordirland   | HB       | 1933–1935                  | 29         | 0              | 29         | 2   | [ 214 ] [ 215 ] |
| Jack Hall            | England      | GK       | 1933–1936                  | 73         | 0              | 73         | 0   | [ 216 ] [ 217 ] |
| William Robertson    | Skotland     | MF       | 1933–1936                  | 50         | 0              | 50         | 1   | [ 218 ] [ 219 ] |
| Jack Cape            | England      | FW       | 1933–1937                  | 60         | 0              | 60         | 18  | [ 220 ] [ 221 ] |
| Billy Porter         | England      | FB       | 1934–1938                  | 65         | 0              | 65         | 0   | [ 222 ] [ 223 ] |
| Jack Breedon         | England      | GK       | 1935–1940                  | 35         | 0              | 35         | 0   | [ 224 ] [ 225 ] |
| Hubert Redwood       | England      | FB       | 1935–1940                  | 96         | 0              | 96         | 4   | [ 226 ] [ 227 ] |
| Jackie Wassall       | England      | FW       | 1935–1940                  | 48         | 0              | 48         | 6   | [ 228 ] [ 229 ] |
| Bert Whalley         | England      | MF       | 1935–1947                  | 39         | 0              | 39         | 0   | [ 230 ] [ 231 ] |
| George Gladwin       | England      | MF       | 1936–1937                  | 28         | 0              | 28         | 1   | [ 232 ] [ 233 ] |
| Harry Baird          | Nordirland   | FW       | 1936–1938                  | 53         | 0              | 53         | 18  | [ 234 ] [ 235 ] |
| Walter Winterbottom  | England      | HB       | 1936–1938                  | 27         | 0              | 27         | 0   | [ 236 ] [ 237 ] |
| Tommy Breen          | Irland       | GK       | 1936–1939                  | 71         | 0              | 71         | 0   | [ 238 ] [ 239 ] |
| George Roughton      | England      | FB       | 1936–1939                  | 92         | 0              | 92         | 0   | [ 240 ] [ 241 ] |
| Billy Wrigglesworth  | England      | FW       | 1936–1947                  | 37         | 0              | 37         | 10  | [ 242 ] [ 243 ] |
| Jack Smith           | England      | FW       | 1937–1946                  | 42         | 0              | 42         | 15  | [ 244 ] [ 245 ] |
| Jimmy Hanlon         | England      | FW       | 1938–1949                  | 70         | 0              | 70         | 2   | [ 246 ] [ 247 ] |
| Ronnie Burke         | England      | FW       | 1946–1949                  | 35         | 0              | 35         | 23  | [ 248 ] [ 249 ] |
| Johnny Morris        | England      | FW       | 1946–1949                  | 93         | 0              | 93         | 35  | [ 250 ] [ 251 ] |
| John Anderson        | England      | MF       | 1946–1949                  | 40         | 0              | 40         | 2   | [ 252 ] [ 253 ] |
| Tommy Bogan          | Skotland     | U        | 1949–1951                  | 33         | 0              | 33         | 7   | [ 254 ] [ 255 ] |
| Tommy McNulty        | England      | DF       | 1949–1954                  | 59         | 0              | 59         | 0   | [ 256 ] [ 257 ] |
| Jeff Whitefoot       | England      | MF       | 1950–1957                  | 95         | 0              | 95         | 0   | [ 258 ] [ 259 ] |
| Reg Allen            | England      | GK       | 1950–1953                  | 80         | 0              | 80         | 0   | [ 260 ] [ 261 ] |
| Harry McShane        | Skotland     | FW       | 1950–1954                  | 57         | 0              | 57         | 8   | [ 262 ] [ 263 ] |
| Billy Redman         | England      | FW       | 1950–1954                  | 38         | 0              | 38         | 0   | [ 264 ] [ 265 ] |
| John Doherty         | England      | FW       | 1952–1957                  | 26         | 0              | 26         | 7   | [ 266 ] [ 267 ] |
| Billy Whelan         | Irland       | FW       | 1952–1958                  | 98         | 0              | 98         | 52  | [ 268 ] [ 269 ] |
| Colin Webster        | Wales        | FW       | 1953–1959                  | 79         | 0              | 79         | 31  | [ 270 ] [ 271 ] |
| Ian Greaves          | England      | FB       | 1954–1960                  | 75         | 0              | 75         | 0   | [ 272 ] [ 273 ] |
| Wilf McGuinness      | England      | MF       | 1955–1960                  | 85         | 0              | 85         | 2   | [ 274 ] [ 275 ] |
| Alex Dawson          | Skotland     | FW       | 1956–1962                  | 93         | 0              | 93         | 54  | [ 276 ] [ 277 ] |
| Ernie Taylor         | England      | FW       | 1957–1959                  | 30         | 0              | 30         | 4   | [ 278 ] [ 279 ] |
| Mark Pearson         | England      | FW       | 1957–1962                  | 80         | 0              | 80         | 14  | [ 280 ] [ 281 ] |
| Joe Carolan          | Irland       | FB       | 1958–1961                  | 71         | 0              | 71         | 0   | [ 282 ] [ 283 ] |
| Warren Bradley       | England      | FW       | 1958–1962                  | 67         | 0              | 67         | 21  | [ 284 ] [ 285 ] |
| Nobby Lawton         | England      | MF       | 1959–1962                  | 44         | 0              | 44         | 6   | [ 286 ] [ 287 ] |
| Jimmy Nicholson      | Nordirland   | MF       | 1960–1962                  | 68         | 0              | 68         | 6   | [ 288 ] [ 289 ] |
| Ian Moir             | Skotland     | FW       | 1960–1965                  | 45         | 0              | 45         | 5   | [ 290 ] [ 291 ] |
| Phil Chisnall        | England      | FW       | 1961–1964                  | 47         | 0              | 47         | 10  | [ 292 ] [ 293 ] |
| Pat Dunne            | Irland       | GK       | 1964–1966                  | 67         | 0              | 67         | 0   | [ 294 ] [ 295 ] |
| Bobby Noble          | England      | FB       | 1965–1967                  | 33         | 0              | 33         | 0   | [ 296 ] [ 297 ] |
| Jimmy Ryan           | Skotland     | FW       | 1965–1970                  | 24         | 3              | 27         | 4   | [ 298 ] [ 299 ] |
| Alan Gowling         | England      | FW       | 1967–1972                  | 77         | 10             | 87         | 21  | [ 300 ] [ 301 ] |
| Jimmy Rimmer         | England      | GK       | 1967–1973                  | 45         | 1              | 46         | 0   | [ 302 ] [ 303 ] |
| Carlo Sartori        | Italien      | MF       | 1968–1972                  | 40         | 16             | 56         | 6   | [ 304 ] [ 305 ] |
| Ian Ure              | Skotland     | DF       | 1969–1971                  | 65         | 0              | 65         | 1   | [ 306 ] [ 307 ] |
| Paul Edwards         | England      | DF       | 1969–1972                  | 66         | 2              | 68         | 1   | [ 308 ] [ 309 ] |
| Tommy O'Neil         | England      | DF       | 1970–1972                  | 68         | 0              | 68         | 0   | [ 310 ] [ 311 ] |
| Tony Young           | England      | FB       | 1970–1975                  | 79         | 18             | 97         | 1   | [ 312 ] [ 313 ] |
| Ian Storey-Moore     | England      | FW       | 1971–1974                  | 43         | 0              | 43         | 12  | [ 314 ] [ 315 ] |
| George Graham        | Skotland     | U        | 1972–1975                  | 44         | 2              | 46         | 2   | [ 316 ] [ 317 ] |
| Jim Holton           | Skotland     | DF       | 1972–1975                  | 69         | 0              | 69         | 5   | [ 318 ] [ 319 ] |
| Mick Martin          | Irland       | MF       | 1972–1975                  | 36         | 7              | 43         | 2   | [ 320 ] [ 321 ] |
| Jim McCalliog        | Skotland     | MF       | 1973–1974                  | 37         | 1              | 38         | 7   | [ 322 ] [ 323 ] |
| Paddy Roche          | Irland       | GK       | 1974–1982                  | 53         | 0              | 53         | 0   | [ 324 ] [ 325 ] |
| Chris McGrath        | Nordirland   | FW       | 1976–1981                  | 15         | 19             | 34         | 1   | [ 326 ] [ 327 ] |
| Andy Ritchie         | England      | FW       | 1977–1981                  | 32         | 10             | 42         | 13  | [ 328 ] [ 329 ] |
| Garry Birtles        | England      | FW       | 1980–1982                  | 63         | 1              | 64         | 12  | [ 330 ] [ 331 ] |
| Nikola Jovanović     | Jugoslavien  | DF       | 1980–1982                  | 25         | 1              | 26         | 4   | [ 332 ] [ 333 ] |
| Scott McGarvey       | Skotland     | FW       | 1980–1983                  | 13         | 12             | 25         | 3   | [ 334 ] [ 335 ] |
| Arnold Mühren        | Holland      | MF       | 1982–1985                  | 93         | 5              | 98         | 18  | [ 336 ] [ 337 ] |
| Arthur Graham        | Skotland     | FW       | 1983–1985                  | 47         | 5              | 52         | 7   | [ 338 ] [ 339 ] |
| Alan Brazil          | Skotland     | FW       | 1984–1986                  | 24         | 17             | 41         | 12  | [ 340 ] [ 341 ] |
| Billy Garton         | England      | DF       | 1984–1989                  | 47         | 4              | 51         | 0   | [ 342 ] [ 343 ] |
| Peter Barnes         | England      | FW       | 1985–1987                  | 24         | 1              | 25         | 5   | [ 344 ] [ 345 ] |
| Terry Gibson         | England      | FW       | 1985–1987                  | 15         | 12             | 27         | 1   | [ 346 ] [ 347 ] |
| John Sivebæk         | Danmark      | U        | 1985–1987                  | 32         | 2              | 34         | 1   | [ 348 ] [ 349 ] |
| Chris Turner         | England      | GK       | 1985–1988                  | 79         | 0              | 79         | 0   | [ 350 ] [ 351 ] |
| Colin Gibson         | England      | U        | 1985–1990                  | 89         | 6              | 95         | 9   | [ 352 ] [ 353 ] |
| Liam O'Brien         | Irland       | MF       | 1986–1988                  | 17         | 19             | 36         | 2   | [ 354 ] [ 355 ] |
| Gary Walsh           | England      | GK       | 1986–1995                  | 62         | 1              | 63         | 0   | [ 356 ] [ 357 ] |
| Viv Anderson         | England      | DF       | 1987–1991                  | 64         | 5              | 69         | 4   | [ 358 ] [ 359 ] |
| Jim Leighton         | Skotland     | GK       | 1988–1990                  | 94         | 0              | 94         | 0   | [ 360 ] [ 361 ] |
| Ralph Milne          | Skotland     | FW       | 1988–1990                  | 26         | 4              | 30         | 3   | [ 362 ] [ 363 ] |
| Russell Beardsmore   | England      | U        | 1988–1992                  | 39         | 34             | 73         | 4   | [ 364 ] [ 365 ] |
| Mark Robins          | England      | FW       | 1988–1992                  | 27         | 43             | 70         | 17  | [ 366 ] [ 367 ] |
| Mark Bosnich         | Australien   | GK       | 1989–1990 1999–2000        | 38         | 0              | 38         | 0   | [ 368 ] [ 369 ] |
| Les Sealey           | England      | GK       | 1989–1991 1993–1994        | 55         | 1              | 56         | 0   | [ 370 ] [ 371 ] |
| Darren Ferguson      | Skotland     | MF       | 1990–1994                  | 22         | 8              | 30         | 0   | [ 372 ] [ 373 ] |
| Danny Wallace        | England      | FW       | 1989–1993                  | 53         | 18             | 71         | 11  | [ 374 ] [ 375 ] |
| Karel Poborský       | Tjekkiet     | FW       | 1996–1997                  | 28         | 20             | 48         | 16  | [ 376 ] [ 377 ] |
| Jordi Cruyff         | Holland      | FW       | 1996–2000                  | 26         | 32             | 58         | 8   | [ 378 ] [ 379 ] |
| Raimond van der Gouw | Holland      | GK       | 1996–2001                  | 48         | 12             | 60         | 0   | [ 380 ] [ 381 ] |
| Ronnie Wallwork      | England      | MF       | 1997–2002                  | 10         | 18             | 28         | 0   | [ 382 ] [ 383 ] |
| Jesper Blomqvist     | Sverige      | FW       | 1998–1999                  | 29         | 9              | 38         | 1   | [ 384 ] [ 385 ] |
| Jonathan Greening    | England      | MF       | 1998–2001                  | 13         | 14             | 27         | 0   | [ 386 ] [ 387 ] |
| Luke Chadwick        | England      | FW       | 1999–2003                  | 18         | 21             | 39         | 2   | [ 388 ] [ 389 ] |
| Laurent Blanc        | Frankrig     | DF       | 2001–2003                  | 71         | 4              | 75         | 4   | [ 390 ] [ 391 ] |
| Juan Sebastián Verón | Argentina    | MF       | 2001–2003                  | 75         | 7              | 82         | 11  | [ 392 ] [ 393 ] |
| Roy Carroll          | Nordirland   | GK       | 2001–2005                  | 68         | 4              | 72         | 0   | [ 394 ] [ 395 ] |
| Diego Forlán         | Uruguay      | FW       | 2001–2005                  | 37         | 61             | 98         | 17  | [ 396 ] [ 397 ] |
| Kieran Richardson    | England      | FW       | 2002–2007                  | 44         | 37             | 81         | 11  | [ 398 ] [ 399 ] |
| Kléberson            | Brasilien    | MF       | 2003–2004                  | 24         | 6              | 30         | 2   | [ 400 ] [ 401 ] |
| David Bellion        | Frankrig     | FW       | 2003–2005                  | 15         | 25             | 40         | 8   | [ 402 ] [ 403 ] |
| Eric Djemba-Djemba   | Cameroun     | MF       | 2003–2005                  | 27         | 12             | 39         | 2   | [ 404 ] [ 405 ] |
| Tim Howard           | USA          | GK       | 2003–2006                  | 76         | 1              | 77         | 0   | [ 406 ] [ 407 ] |
| Gabriel Heinze       | Argentina    | DF       | 2004–2007                  | 75         | 8              | 83         | 4   | [ 408 ] [ 409 ] |
| Alan Smith           | England      | FW       | 2004–2007                  | 61         | 32             | 93         | 12  | [ 410 ] [ 411 ] |
| Darron Gibson        | Irland       | MF       | 2005–2011                  | 36         | 23             | 59         | 10  | [ 412 ] [ 413 ] |
| Tomasz Kuszczak      | Polen        | GK       | 2006–2011                  | 56         | 5              | 61         | 0   | [ 414 ] [ 415 ] |
| Owen Hargreaves      | England      | MF       | 2007–2011                  | 26         | 13             | 39         | 2   | [ 416 ] [ 417 ] |
| Carlos Tévez         | Argentina    | FW       | 2007–2009                  | 73         | 26             | 99         | 34  | [ 418 ] [ 419 ] |
| Fábio                | Brasilien    | DF       | 2009–                      | 37         | 16             | 53         | 2   | [ 420 ] [ 421 ] |
| Federico Macheda     | Italien      | FW       | 2008–                      | 15         | 21             | 36         | 5   | [ 422 ] [ 423 ] |
| Michael Owen         | England      | FW       | 2009–2011                  | 18         | 34             | 52         | 17  | [ 424 ] [ 425 ] |
| Gabriel Obertan      | Frankrig     | FW       | 2009–2011                  | 13         | 15             | 28         | 1   | [ 426 ] [ 427 ] |
| Chris Smalling       | England      | DF       | 2010–                      | 63         | 22             | 85         | 3   | [ 428 ] [ 429 ] |
| Anders Lindegaard    | Danmark      | GK       | 2011–                      | 26         | 0              | 26         | 0   | [ 430 ] [ 431 ] |
| Phil Jones           | England      | DF       | 2011–                      | 53         | 11             | 64         | 2   | [ 432 ] [ 433 ] |
| Ashley Young         | England      | MF       | 2011–                      | 45         | 11             | 56         | 8   | [ 434 ] [ 435 ] |
| David de Gea         | Spanien      | GK       | 2011–                      | 80         | 0              | 80         | 0   | [ 436 ] [ 437 ] |
| Tom Cleverley        | England      | MF       | 2011–                      | 37         | 10             | 47         | 4   | [ 438 ] [ 439 ] |
| Shinji Kagawa        | Japan        | MF       | 2012–                      | 22         | 4              | 26         | 6   | [ 440 ] [ 441 ] |
| Robin van Persie     | Holland      | FW       | 2012–                      | 40         | 8              | 48         | 30  | [ 442 ] [ 443 ] |